# Ternengo
Ternengo ist eine Gemeinde mit 256 Einwohnern (Stand 31. Dezember 2023) in der italienischen Provinz Biella (BI), Region Piemont. Der Ort ist Mitglied im Gemeindeverbund Comunità Montana Valle Cervo.
Nachbargemeinden sind Bioglio, Pettinengo, Piatto, Ronco Biellese und Valdengo. Schutzpatron des Ortes ist Sant'Eusebio.

## Geographie
Der Ort liegt acht km von der Provinzhauptstadt Biella entfernt auf einer durchschnittlichen Höhe von 425 m über dem Meeresspiegel. Das Gemeindegebiet umfasst eine Fläche von 2,02 km².

## Sehenswürdigkeiten
- Die Burg Castello del Gromo
- Die Pfarrkirche Parrocchiale di Sant'Eusebio e Santa Cristina